# Suchoj Su-33
Suchoj Su-33 (v kódu NATO „Flanker-D“) je ruský palubní víceúčelový stíhací letoun určený pro provoz na letadlové lodi. Je odvozen od letounu Suchoj Su-27. Kromě klasické výzbroje může nést protilodní střely typu Moskit a protizemní střely typu Ch-31. Letoun má velice podobné parametry jako Su-27, od tohoto stroje se liší zejména „kachními křídly“ před hlavní nosnou plochou, přistávacím hákem a zkrácenou zadní plochou.

## Vývoj

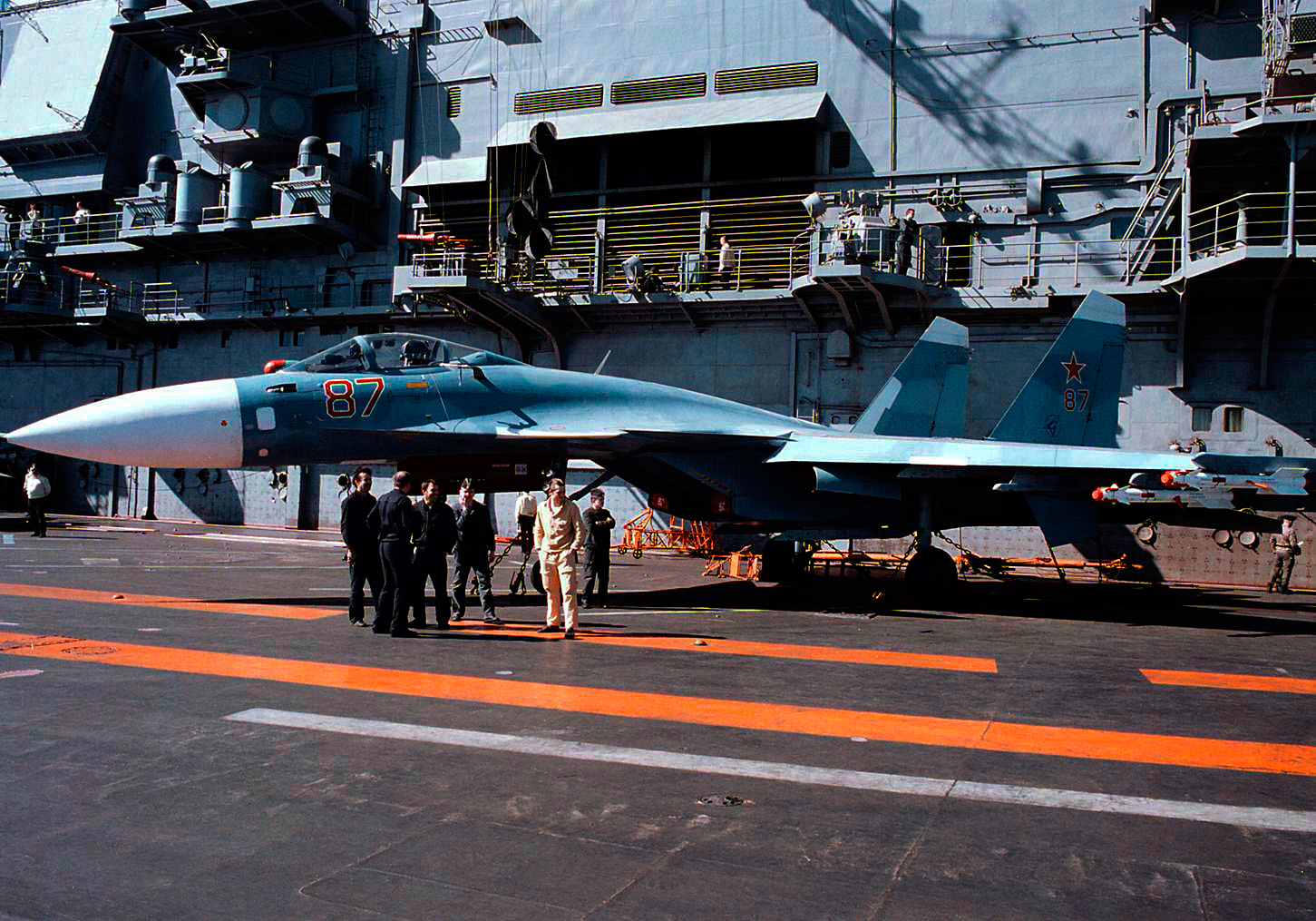
Suchoj Su-33 na palubě letadlové lodi Admiral Kuzněcov v roce 1996 s americkými námořníky z lodi USS San Jacinto při návštěvě.

Vývoj letounu začal v roce 1977 v souladu s plánem Sovětského svazu na stavbu flotily letadlových lodí, které jsou v ruské terminologii, z politických důvodů, známé jako těžké letadlové křižníky. Z velkého množství palubních letounů určených pro sovětské letadlové lodě byly vybrány tři typy: Su-27K, MiG-29K, Su-25UB a Jak-44. Zkoušky palubních letounů probíhaly na krymském letišti Novofjodorovka na Ukrajině. Zde bylo v roce 1980 vybudován zvláštní výcvikový komplex, známý též pod zkratkou NITKA, kde se nacvičovalo přistání pomocí záchytného systému s brzdícími lany. Technika vzletu se prováděla pomocí tzv. skokanského můstku. Ověřovaly se zde také metody navádění letounu na přistání včetně automatického přiblížení.
První vzlet letounu Su-27 byl proveden 28. srpna 1982. Délka vzletu činila 230 metrů a letoun opustil můstek při rychlosti 232 km/h. Hmotnost letounu byla 18 200 kg. Postupně pak byla vzletová hmotnost zvyšována až na 32 000 kg. První informace o existenci námořní verze Su-27 uvedl na podzim 1988 americký admirál William O. Studeman. Su-33 byl veřejně představen až v roce 1995. Ke skutečnému operačnímu zařazení letounů došlo v roce 1994 poté, co byly ukončeny státní zkoušky. Dnes operuje 24 letounů Su-33 ze základny na poloostrově Kola a z paluby těžkého letadlového křižníku Admiral Kuzněcov.

## Konstrukce

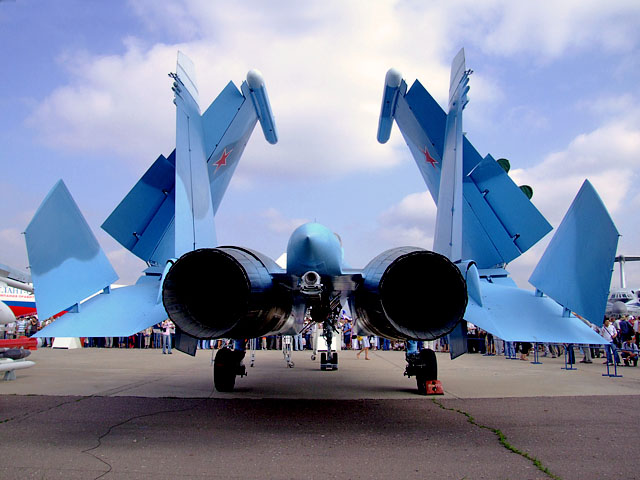
Su-33 se sklopenými křídly

Sériové Su-33 se vyrábějí ve výrobním závodě v Komsomolsku na Amuru. Drak letounu vychází z původního provedení Su-27, ale jeho aerodynamické schéma je doplněno vodorovnou přední plochou zavěšenou na modifikované části vírového přechodu křídla.
Oproti základní verzi je letoun vybaven hydraulikou pro složení křídel a VOP. Hlavní nohy mají menší kola a zesílenou vzpěru, která se stejně jako u základní verze zamyká do spodní části motorové gondoly. Přední podvozek má dvojitou montáž kol. Infračidlo bylo přemístěno na pravou stranu štítku kabiny. Na levé straně se nachází výklopná trubice pro tankování paliva za letu.
Vřeteno v zadní části trupu bylo z důvodu snížení rizika jeho úderu o palubu lodi zkráceno. Pod trupem je zavěšen sklopný přistávací hák čtyřhranného průřezu. Křídlo bylo vybaveno čtvrtým závěsníkem. Pilotní vystřelovací sedačka K-36 DM II je umístěna podobně jako u americké F-16 se zvětšeným sklonem dozadu. Letoun může být vybaven přídavnou palivovou nádrží o obsahu 1 500 litrů LPH podvěšenou na předním podtrupovém závěsníku. Délka vzletu z paluby TAKR silou motorů je 100 metrů a rychlost při odlepení dosahuje hodnoty 148 km/hod. Délka přistání za pomoci brzdících lan je 180 metrů. Přistávací rychlost 240 km/hod. První sériové verze byly vybaveny motory AL-31F. Novější série mají novější motory AL-35F.

### Motory

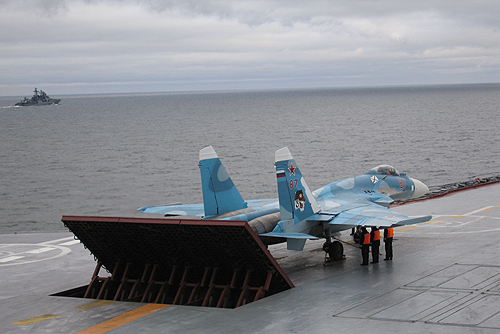
Su-33 se připravuje na vzlet

O pohon letadla se starají dva motory Saturn-Ljulka AL-31F (Izdělije 99), které pohánějí i Su-27. AL-31F je dvouproudový, dvouhřídelový motor s modulární konstrukcí a se společnou komorou přídavného spalování pro oba proudy. Každý motor dokáže vyvinout maximální tah 75,22 kN a při plné forsáži až 122,6 kN. Hmotnost motoru je 1 540 kg. AL-31F je spolehlivý v širokém rozmezí rychlostí a výšek letu.

### Výzbroj
Základní výzbroj tvoří 30mm kanon GŠ-30-1 umístěný na pravém náběhu křídla a kombinace střel R-60, R-73, R-27 a R-77. Letoun může být vybaven protiradiolokačními střelami Ch-31 nebo protilodní střelou Moskit. Na letoun Su-33 je rovněž možné zavěsit jadernou bombu AN-52 o síle 20 kt TNT.
Palubní verze Su-27 má 12 závěsných bodů:
- 8 podkřídlových
- 2 podtrupové
- 2 podgondolové

## Varianty
- Su-33 – základní verze (původně označovaná jako Su-27K)
- Su-33UB – cvičně-bojová dvoumístná verze (původně označovaná jako Su-27KUB)
- Su-33m – plánovaná modernizovaná verze s novými radiolokátory a motory s měnitelným vektorem tahu
- Su-33MK – exportní verze Su-33m
- J-15 – čínská bezlicenční kopie Su-33 vyráběná firmou Shenyang

## Uživatelé
Rusko
- Ruské námořnictvo
  - Ruské námořní letectvo
    - 279. nezávislý námořní útočný letecký pluk – základna Severomorsk-3, Murmanská oblast

## J-15
J-15 (歼击机 – 15) je bezlicenční kopií letounu Su-33 vyráběnou firmou Shenyang v ČLR. Podobně jako Su-33 má J-15 hydraulicky skládaná křídla, zesílený podvozek, záchytný hák a zkrácené vřeteno. Většina technologií byla získána na základě prozkoumání prototypu Su-33 (T-10K-3), který ČLR koupila v roce 2001 na Ukrajině. Letoun je vybaven čínským palubním radarem a motory WS-10. První prototyp vzlétl 31. srpna 2009. První vzlet pomocí skokanského můstku byl uskutečněn 6. května 2010. Letoun je vyzbrojen čínskými raketami PL-8, PL-12 a YJ-83K.

## Incidenty a nehody
- 17. červenec 2001: Suchoj Su-33 ruského námořnictva havaroval během airshow v Pskovské oblasti. Pilot, generálmajor Timur Apakidze, zahynul.[3]
- 5. září 2005: Su-33 ruského námořnictva havaroval v severním Atlantiku poté, co selhalo záchytné zařízení na palubě lodi Admiral Kuzněcov. Letadlo spadlo do vody a následně bylo zničeno hlubinnými bombami, aby se předešlo vylovení utajovaného vybavení. Pilot se stihl katapultovat a následně byl vytažen na palubu letadlové lodi.[4]
- 3. prosince 2016: Su-33 ruského námořnictva havaroval po selhání záchytného zařízení během přistávání na palubě letadlové lodi Admiral Kuzněcov po bojové misi v Sýrii. Stroj byl ztracen ve Středozemním moři, pilot byl po katapultáži zachráněn.[5]

## Specifikace (Su-33)

### Technické údaje
- Posádka: 1
- Délka: 21,19 m
- Rozpětí: 14,70 m
- Výška: 5,90 m
- Plocha křídel: 67,84 m²
- Hmotnost prázdného letounu: 18 400kg
- Maximální vzletová hmotnost: 33 000kg
- Motor: 2× Saturn-Ljulka AL-31F,
  - Maximální tah: 75,22 kN každý
  - Tah s přídavným spalováním: 122,6 kN každý

### Výkony
- Maximální rychlost: 2 335 km / h (2,17 M)
- Dolet: 3 000 km
- Dostup: 17 000 m
- Maximální přetížení: +9,0 g, -4g

### Výzbroj
- Hlavňová: 1 × automatický letecký kanón GŠ-30-1 ráže 30 mm (zásoba střeliva: 150 ks)
- Rakety vzduch-vzduch: R-27 („AA-10 Alamo“), R-73 („AA-11 Archer“)
- Rakety vzduch-země: P-270 Moskit, Ch-31